# Bajo Boquete
Bajo Boquete è un comune (corregimiento) della Repubblica di Panama situato nel distretto di Boquete, provincia di Chiriquí di cui è capoluogo. Si estende su una superficie di 18 km² e conta una popolazione di 4.493 abitanti (censimento 2010).